# Dragon Age: Origins
Dragon Age: Origins is een rollenspel (RPG) ontwikkeld door BioWare en uitgegeven door Electronic Arts op 6 november 2009. Het is het eerste spel uit de Dragon Age-serie.
Veel stemacteurs uit het Verenigd Koninkrijk en de Verenigde Staten hebben een bijdrage geleverd voor de stemmen van personen en dieren in het spel. Hieronder vallen Tim Russ, Steve Valentine, Kate Mulgrew, Mark Rolston en Claudia Black.

## Verhaal
Het verhaal speelt zich af in een fictioneel koninkrijk genaamd Ferelden. De speler neemt de rol van een magiër (Mage), strijder (Warrior) of rogue aan om het koninkrijk te verenigen. De Grey Wardens, waar de speler lid van wordt, zijn een soort elite-verdedigers van het koninkrijk en dienen onder de huidige koning, Cailan. Ondertussen valt een volk van demonische wezens, genaamd de Darkspawn, Ferelden aan. Alle volkeren worden hierdoor bedreigd en zijn genoodzaakt samen te vechten.

## Downloadbare inhoud
Er zijn negen verschillende DLC's verschenen en één uitbreiding, uitgegeven voor Dragon Age: Origins. The Stone Prisoner, Warden's Keep en Return to Ostagar zijn DLC's die een onderdeel vormen van het hoofdspel. De Blood Dragon Armor is een kledingset die beschikbaar is voor spelers die het spel nieuw kopen. Dezelfde code kan ook gebruikt worden om de armor te downloaden in het spel Mass Effect 2. Verder zijn ook nog de Feastday gifts and pranks uitgegeven. Dit zijn pakketten die tien cadeaus en tien grappen bevatten voor de volgers van de speler.
De andere DLC's, The Darkspawn Chronicles, Leliana's Song, The Golems of Amgarrak en Witch Hunt, zijn DLC's die geen onderdeel vormen van het hoofdspel. Deze DLC's behandelen een apart verhaal dat te beginnen is via het hoofdmenu. De speler speelt nu ook niet altijd de Warden.
De uitbreiding Dragon Age: Origins - Awakening werd uitgegeven op 16 maart 2010. Zij omvat een nieuwe campaign die zich afspeelt tijdens het einde van het originele verhaal.

## Trivia
- Het spel is opgenomen in het boek 1001 Video Games You Must Play Before You Die van Tony Mott.